# ¡Ay, Carmela!
¡Ay, Carmela! es una película española dirigida por Carlos Saura y producida por Andrés Vicente Gómez. Estrenada en 1990, ganó el galardón de mejor película de la V edición de los Premios Goya. La base de la película es la obra teatral homónima de José Sanchis Sinisterra. El título del filme hace referencia al estribillo de una canción muy popular durante la guerra civil española, El paso del Ebro.

## Argumento
Carmela (valiente y espontánea), Paulino (pragmático y cobardón) y Gustavete (mudo) son trovadores que actúan para el ocio del bando republicano durante la guerra civil española. Son un grupo de cómicos que ameniza como puede a los soldados republicanos durante la Guerra Civil, pero están cansados ya de pasar penalidades en el frente. Carmela, Paulino y Gustavete se dirigen a Valencia pero, por error, van a parar a la zona nacional. Allí son hechos prisioneros, y la única manera de salvar sus vidas es ofreciendo un espectáculo para un grupo de militares nacionales que choca de lleno con la ideología de los cómicos.

## Premios
V edición de los Premios Goya
| Categoría                     | Nominado/a(s)                      | Resultado |
| ----------------------------- | ---------------------------------- | --------- |
| Mejor película                | Mejor película                     | Ganadora  |
| Mejor director                | Carlos Saura                       | Ganador   |
| Mejor actriz protagonista     | Carmen Maura                       | Ganadora  |
| Mejor actor protagonista      | Andrés Pajares                     | Ganador   |
| Mejor actor de reparto        | Gabino Diego                       | Ganador   |
| Mejor guion adaptado          | Carlos Saura Rafael Azcona         | Ganadores |
| Mejor música original         | Alejandro Massó                    | Candidato |
| Mejor fotografía              | José Luis Alcaine                  | Candidato |
| Mejor montaje                 | Pablo del Amo                      | Ganador   |
| Mejor dirección artística     | Rafael Palmero                     | Ganador   |
| Mejor dirección de producción | Víctor Albarrán                    | Ganador   |
| Mejor diseño de vestuario     | Rafael Palmero Mercedes Sánchez    | Ganador   |
| Mejor maquillaje y peluquería | José Antonio Sánchez Paquita Núñez | Ganadores |
| Mejor sonido                  | Gilles Ortion Alfonso Pino         | Ganadores |
| Mejor efectos especiales      | Reyes Abades                       | Ganador   |

Medallas del Círculo de Escritores Cinematográficos de 1991
| Categoría    | Persona        | Resultado |
| ------------ | -------------- | --------- |
| Mejor actriz | Carmen Maura   | Ganadora  |
| Mejor actor  | Andrés Pajares | Ganador   |

## Producción
Fue rodada en Boadilla del Monte (Madrid), El Cubillo de Uceda (Guadalajara), Madrid, Talamanca de Jarama (Madrid).

## Teatro
La película está basada en la obra de teatro también titulada ¡Ay, Carmela!, escrita en 1986 por José Sanchis Sinisterra y estrenada en noviembre de 1987 bajo la dirección de José Luis Gómez, quien también interpretó el papel de Paulino. Por su parte, Verónica Forqué estrenó el papel de Carmela. Por otro lado, en 2013 José Bornás dirigió su propia adaptación de la obra, protagonizada por Elisa Matilla como Carmela y por Eduardo Velasco en el papel de Paulino. Más adelante, este último fue substituido por Daniel Albadalejo.
En Buenos Aires fue interpretada en 1989 por los prestigiosos actores argentinos Virginia Lago y Jorge Rivera López, dirigidos por Dervy Vilas en los teatros "Margarita Xirgu" del Casal de Catalunya, "El Vitral" y varios en el interior del país.

## Reparto
| Intérprete            | Personaje             |
| --------------------- | --------------------- |
| Carmen Maura          | Carmela               |
| Andrés Pajares        | Paulino               |
| Gabino Diego          | Gustavete             |
| Armando De Razza      | Teniente Ripamonte    |
| José Sancho           | Capitán               |
| Mario De Candia       | Bruno CTV 1º          |
| Miguel Rellán         | Teniente interrogador |
| Edward Zentara        | Soldado polaco        |
| Rafael Díaz           | Centinela             |
| Chema Mazo            | Alcalde               |
| Antonio Fuentes       | Alférez artillero     |
| Mario Martín          | Cacique               |
| Emilio del Valle      | Cabo Cardoso          |
| Silvia Casanova       | Mujer presa           |
| Alfonso Guirao        | Campesino             |
| Felipe García Vélez   | Médico                |
| Félix Pardo           | Soldado CTV 2º        |
| Manuel Millán         | Cabo                  |
| Víctor Manuel Mendoza | Oficial               |
| Francisco Ferrer      | Oficial               |
| Gabriel Moreno        | Oficial               |
| José Hernán Rincón    | Músico 1º             |
| Ecuador Rubio         | Músico 1º             |
| Jesús Pinto           | Músico 1º             |
| Benjamín Torrijo      | Músico 2º             |
| Teodoro Vinagre       | Músico 2º             |
| Joaquín Sánchez       | Músico 2º             |
| Rafael Checa          | Músico 2º             |
| Luis Barco            | Músico 2º             |
| César Burgos          | Músico 2º             |
| José Susi             | Músico 2º             |
| Pascual Villaescusa   | Músico 2º             |
| Josu Ormaetxe         |                       |
| Rafael Palmero Jr.    |                       |

## ¿Dónde se rodó?
Madrid
Boadilla del Monte, Madrid
Talamanca del Jarama, Madrid
El Cubillo de Uceda, Guadalajara